# Quadratina
Quadratina es un género de foraminífero bentónico considerado un sinónimo posterior de Tristix de la subfamilia Frondiculariinae, de la familia Nodosariidae, de la superfamilia Nodosarioidea, del suborden Lagenina y del orden Lagenida. Su especie-tipo era Quadratina depressula. Su rango cronoestratigráfico abarcaba el Hauteriviense (Cretácico inferior).

## Clasificación
Quadratina incluye a las siguientes especies:
- Quadratina depressula †
- Quadratina elongata †
- Quadratina euthemon †
- Quadratina irregularis †
- Quadratina suprajurassica †
- Quadratina tunassica †